# Gryżów
Gryżów (deutsch Greisau) ist ein Ort der Stadt- und Landgemeinde Korfantów im Powiat Nyski der Woiwodschaft Opole in Polen.

## Geographie
Gryżów liegt rund 14 Kilometer südwestlich von Korfantów (Friedland O.S.), 19 Kilometer südöstlich von Nysa (Neisse) und 53 Kilometer südwestlich von Opole (Opole) in der Nizina Śląska (Schlesischen Tiefebene) am linken Ufer der Steinau.
Nachbarorte von Gryżów sind im Norden Węża  (Pockendorf), im Osten Piorunkowice (Schweinsdorf) und im Westen Lipowa (Lindewiese). 

## Geschichte

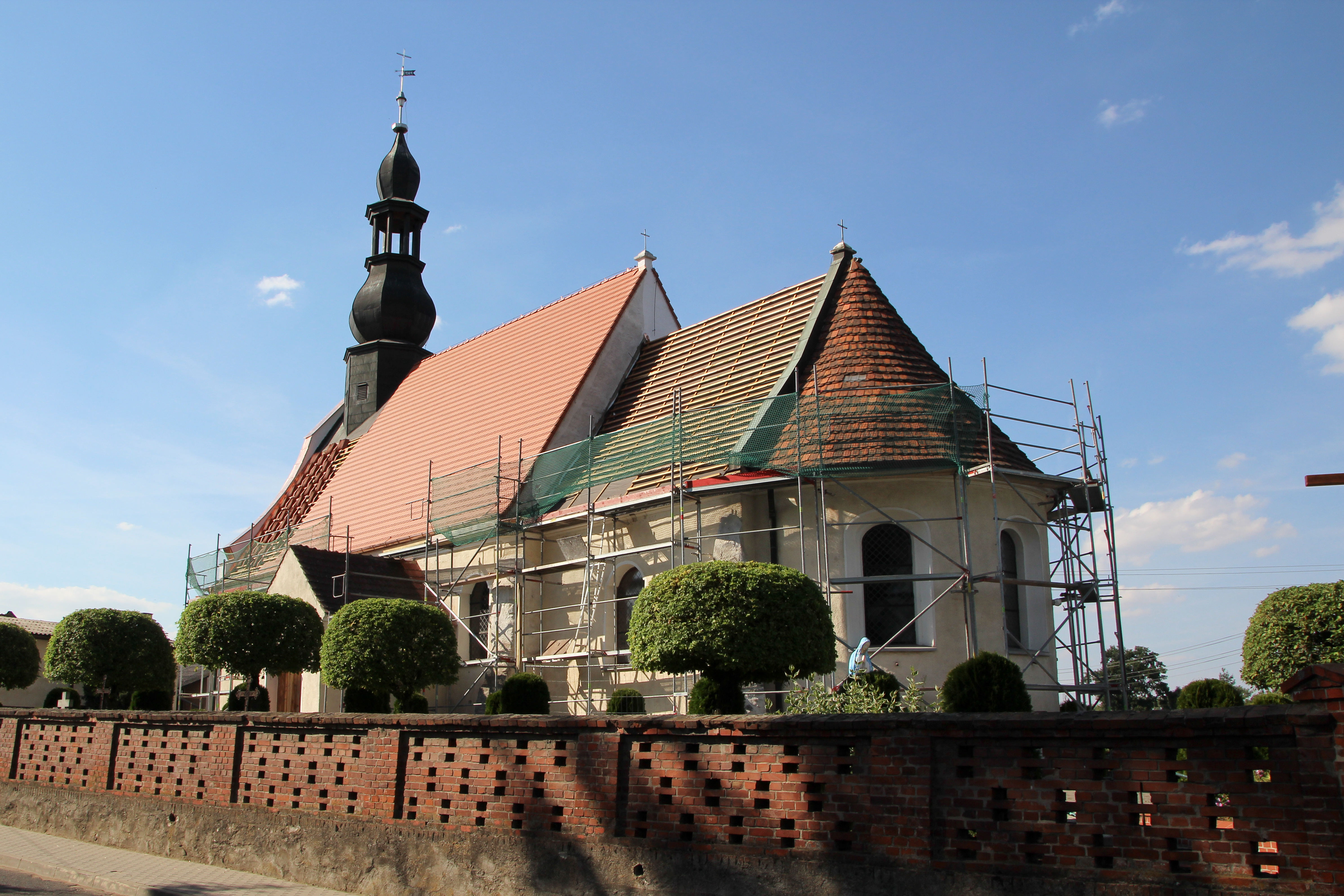
St.-Matthäus-Kirche

Das Dorf wurde 1284 erstmals als Grisow erwähnt. 1368 wurde der Ort als Grysow erwähnt.
Nach dem Ersten Schlesischen Krieg 1742 fiel Greisau mit dem größten Teil Schlesiens an Preußen.
Nach der Neuorganisation der Provinz Schlesien gehörte die Landgemeinde Greisau ab 1816 zum Landkreis Neisse im Regierungsbezirk Oppeln. 1845 bestanden im Dorf katholische Kirche, eine katholische Schule und 100 Häuser. Im gleichen Jahr lebten in Greisau 564 Menschen, allesamt katholisch. 1865 zählte das Dorf 21 Bauern, 18 Gärtner und 32 Häusler. 1874 wurde der Amtsbezirk Lindewiese gegründet, welcher aus den Landgemeinden Greisau und Lindewiese und den Gutsbezirken Greisau und Lindewiese bestand.
1933 hatte Greisau 383 Einwohner. Im gleichen Jahr wurde der Amtsbezirk Lindewiese aufgelöst und Greisau wurde dem Amtsbezirk Oppersdorf zugeordnet. 1939 lebten 358 Menschen im Ort. Bis 1945 befand sich der Ort im Landkreis Neisse.
Als Folge des Zweiten Weltkriegs fiel Greisau 1945 wie der größte Teil Schlesiens unter polnische Verwaltung. Nachfolgend wurde der Ort in Gryżów umbenannt und der Woiwodschaft Schlesien angeschlossen. 1946 wurde die deutsche Bevölkerung vertrieben. 1950 wurde es der Woiwodschaft Oppeln eingegliedert. 1999 kam der Ort zum neu gegründeten Powiat Nyski (Kreis Neisse).

## Sehenswürdigkeiten
- Die römisch-katholische St.-Matthäus-Kirche (polnisch Kościół św. Mateusza) wurde 1376 erstmals erwähnt. Die spätromanische Kirche liegt auf einer Anhöhe im Dorf. Im 17. und 18. Jahrhundert erfolgten größere Umbauten im Stile des Barocks. Der Dachreiter mit barocker Haube wurde 1990 rekonstruiert. Der Hauptaltar im Stile des Barocks stammt aus dem 17. Jahrhundert.[7] Seit 1964 steht das Gotteshaus unter Denkmalschutz.[8]
- Wegekapelle